# Bruno Burrini
Bruno Burrini (Pelugo, 22 novembre 1931 – Madonna di Campiglio, 3 aprile 2017) è stato uno sciatore alpino italiano.

## Biografia
Nato nel 1931 a Pelugo, in Trentino, era fratello di Gino Burrini, anche lui sciatore alpino partecipante alle Olimpiadi di Cortina d'Ampezzo 1956.
A 24 anni partecipò ai Giochi olimpici di Cortina d'Ampezzo 1956, arrivando 9º nella discesa libera con il tempo di 3'02"4, 27º nello slalom in 4'00"4 e 25º nello slalom gigante in 3'23"1.
Ai campionati italiani fu campione nella discesa libera nel 1952.
Morì nel 2017, a 85 anni.